# Вагеманн, Таматоа
Таматоа Вагеманн (нем. Tamatoa Wagemann; 18 марта 1980, Таити) — таитянский футболист, полузащитник клуба «Шанже», выступающего в шестом по силе дивизионе Франции. Игрок национальной сборной Таити с 2011 года.

## Карьера

### Клубная
В начале футбольной карьеры Вагеманн провёл один сезон в немецком «Линксе», который в сезоне 2003/04 играл в четвёртой по значимости лиге Германии. Всего таитянин поучаствовал в 10 матчах в рамках Оберлиги Баден-Вюртемберг. В июле 2004 года футболист приехал в Швейцарию и стал игроком клуба «Алле». В 2007 году таитянский полузащитник подписал контракт с французским «Шоле» из низших дивизионов страны, а в 2010 году перешёл в другой клуб — «Шанже».

### В сборной
Вагеманн дебютировал в сборной Таити в 2011 году. В 2012 году футболист был вызван в национальную команду для участия в Кубке наций ОФК. Он провёл первый матч на турнире 1 мая, когда вышел на поле в игре с Самоа (итоговый счёт — 10:1 в пользу Таити). Также игрок выходил на замену в двух других встречах: против Новой Каледонии и Вануату. На том турнире коллектив с Таити впервые в своей истории занял первое место.